# Органично съединение
Органично съединение е всяко химично съединение на въглерода без карбидите, оксидите, въглеродната киселина и нейните производни. Дялът от химията, който се занимава с органичните съединения, е органичната химия. Освен въглерод и водород, органичните съединения често съдържат и други елементи, като азот, кислород, сяра, фосфор и халогените. Органометалната химия изучава органичните съединения с връзка C–M (където M е метал).

## Съвременна дефиниция
Първоначално като органични са разглеждани химичните съединения, получени чрез процеси в живите организми. От тази първа класификация произлиза названието органични.
След отпадането на витализма дефиницията за органично съединение е променена много пъти. Според една от тях, органични са съединенията на въглерода, които съдържат поне една връзка C–C и/или C–H. Това определение обаче не включва някои от по-простите съединения на въглерода като CX4 и CS2, които въпреки неорганичния си състав, често се определят като органични разтворители поради приликата в химичните им свойства с другите органични съединения.
Съединенията като Ni(CO)4 и PbEt4, които съдържат връзката C–M в молекулата си, притежават свойства, характерни за органичните и неорганичните съединения. По тази причина те са обособени в отделен дял от химията и биват изучавани от металоорганична химия.
Някои групи органични съединения с голямо значение за жизнените процеси, наречени биогенни, като въглехидратите, мазнините и нуклеотидите и техните биологични преобразувания, се изучават от биоорганичната химия.
В съвременната органична химия за органично се приема всяко въглеродно съединение, освен карбидите, оксидите му и въглеродната киселина и нейните производни.

## Класификация

### Въглеводороди
Въглеводородите са най-простите органични, молекулите на които са изградени само от въглеродни водородни атоми. Според вида на въглеродната верига те се делят на алифатни (ациклични и циклични) и ароматни. Според характера на връзките C–C те се делят на наситени – само прости връзки; и ненаситени – когато съдържат поне една двойна или тройна връзка.
Алифатните съединения съдържат права, разклонена, циклична или смесена верига и нямат ароматни системи. Такива са алканите, алкените, алкините, алкадиените и циклоалканите.
Ароматните въглеводороди съдържат ароматен пръстен. Той е стабилна система от спрегнати резонансни двойни връзки в цикличен въглероден скелет. Такива съединения са бензенът и анулените.
- Основни класове въглеводородни
- Линеен алкан
- Алкен
- Алкин
- Алкадиен
- Алкенилен
- Циклоалкан
- Циклоалкен
- Бициклоалкен
- Циклоалкин
- Бензен
- Анулен
- ПАВ

### Производни
Когато един или повече от водородните атоми във въглеводорода се замени от хетероатом, се получават техни производни. Те най-често се класифицират според вида на заместителя (органоборни, органофосфорни и органометални съединения) или функционалните групи в тях – алкохоли и феноли, халогеноалкани, карбоксилни киселини, меркаптани, нитросъединения, амини, хетероциклични съединения.
- Производни
- Халогеноалкан
- Алкохол
- Фенол
- Алдехид
- Кетон
- Карбоксилна киселина
- Тиол
- Тиоетер
- Сулфонова киселина
- Амин
- Нитрил
- Нитрозо съединения
- Нитро съединения
- Органоборатен естер
- Карборан
- Органосилан
- Органосиланол
- Органофосфин
- Бензилкалий
- Меситилен-молибденов трикарбонил
- Реноцен
- Карбонилен комплекс
- Кинолизин
- Фуран
- 2,5-дихидротиофен